# Świtaź (jezioro)
Świtaź (ukr. Сві́тязь, Switiaź) – jezioro krasowe na Ukrainie, położone na Polesiu Wołyńskim, w grupie Jezior Szackich. Jest drugim co do wielkości (26 – 27,5 km²) i najgłębszym jeziorem Ukrainy (głębokość maksymalna wynosi 58,4 m). Wchodzi w skład Szackiego Parku Narodowego. Widoczność sięga 8 metrów. Na środku jeziora znajduje się wyspa o powierzchni 7 ha.
Jezioro Świtaź badali Stanisław Tołpa, Rudolf Wilczek i Włodzimierz Tymrakiewicz w czasie wyprawy na Polesie. Stworzyli mapę głębokościową jeziora.

## Zobacz też

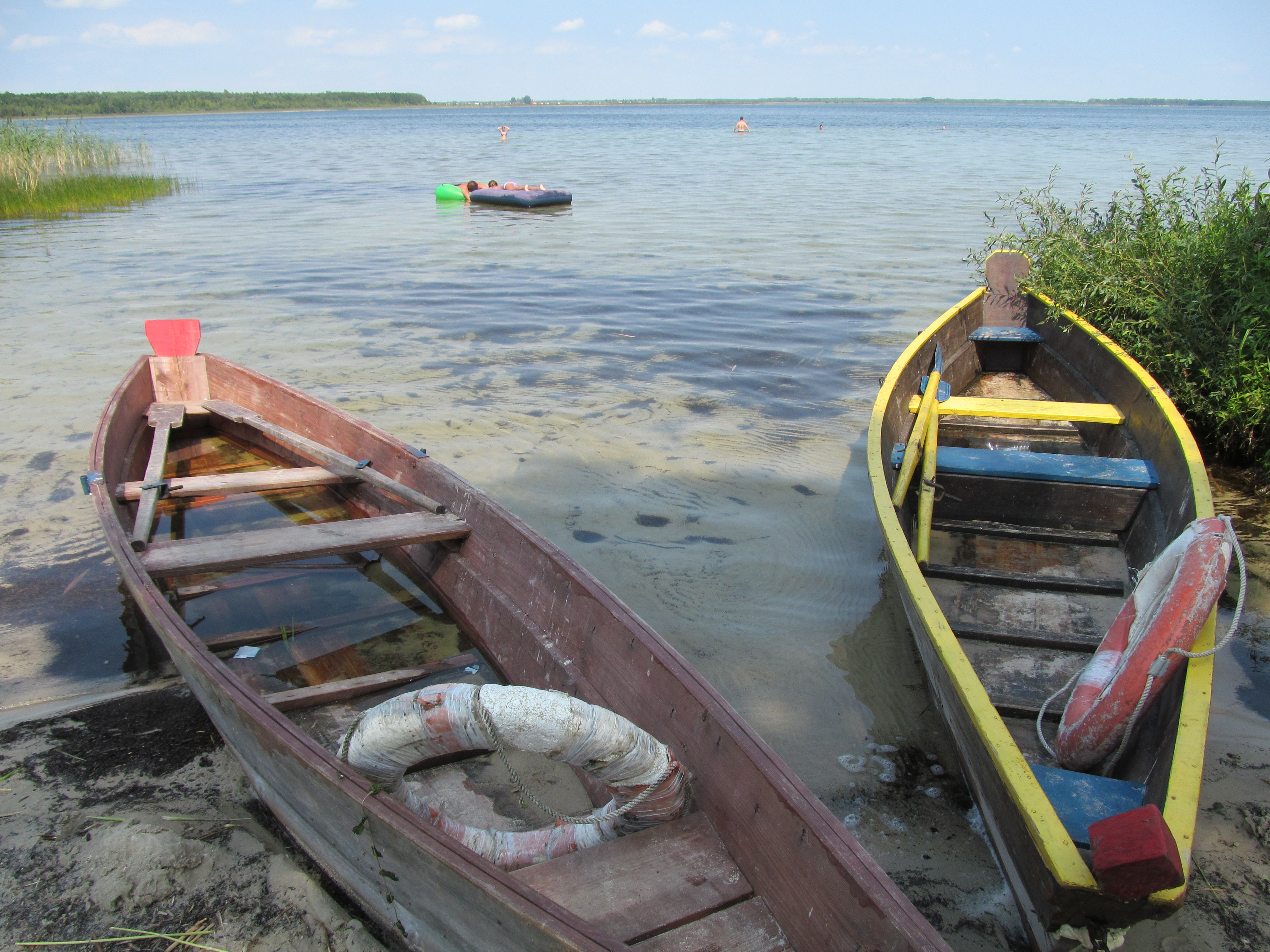
Widok z południowego brzegu jeziora. Sierpień 2013